# Fader Dowlings mysterier
Fader Dowlings mysterier (Father Dowling Mysteries) är en amerikansk TV-serie från 1989-1991. Serien sändes första gången i svensk TV 1992. Innan serien gjordes en TV-film som sändes den 30 november 1987. Serien är baserad på karaktärer från Ralph McInernys deckarromanserie med samma namn, men handlingen följer däremot inte McInernys berättelser.

## Handling
Den katolske prästen fader Dowling löser mord, kidnappningar och andra mysterier i sin församling i Chicago, biträdd av en ung nunna, syster Stephanie.

## Rollista (i urval)
- Tom Bosley - Fader Frank Dowling / Blaine Dowling
- Tracy Nelson - Syster Stephanie "Steve" Oskowski
- James Stephens - Fader Philip Prestwick
- Mary Wickes - Marie

### Gästskådespelare (i urval)
- John Astin
- Fionnula Flanagan
- Diane Ladd
- Anthony LaPaglia
- Colm Meaney
- William R. Moses
- Leslie Nielsen